# Club Sportivo Independiente Rivadavia
El Club Sportivo Independiente Rivadavia, conocido popularmente como «Azul del Parque», «Lepra mendocina» o por su acrónimo «CSIR», es una institución deportiva argentina de la ciudad de Mendoza, provincia homónima, cuya principal actividad es el fútbol profesional. Fue fundado oficialmente el 24 de enero de 1913 bajo el nombre de «Club Atlético Independiente». Desde 2024, participa en la Primera División.
El club es considerado como uno de los cuatro grandes del fútbol mendocino, siendo en el orden regional el equipo con más campeonatos, con un total de 25 títulos, mientras que en el orden nacional es el cuarto club mendocino que más veces ha jugado en la Primera División de Argentina por debajo de (en orden alfabético): Gimnasia y Esgrima, Godoy Cruz y San Martín, con seis participaciones en lo que fue el Campeonato Nacional. Disputa sus encuentros de local en el Estadio Bautista Gargantini, del cual es propietario. Dicho recinto posee una capacidad para 24 000 espectadores, convirtiéndose en el segundo estadio de fútbol de mayor capacidad en Mendoza.

## Historia

### Fundación (1913)
Las instituciones antecesoras tuvieron su origen en 1902 como «Club Belgrano» y luego en 1908 como «Club Atlético Belgrano». Debido a que dicho club era constantemente sancionado por la Federación Mendocina de Football, que regía en ese entonces, es que el 24 de enero de 1913 se decidió fundar de manera oficial una nueva entidad con el nombre de «Club Atlético Independiente», fecha que se considera en la actualidad, pero es el 4 de enero de 1919, cuando se fusionó con el «Club Sportivo Rivadavia», que la institución lleva el nombre con la que se la conoce actualmente, es decir, como «Club Sportivo Independiente Rivadavia».

### Liga Mendocina de Fútbol
Durante el amateurismo, es decir, entre los años 1908 y 1919, Independiente obtuvo campeonatos de manera consecutiva, totalizando una cantidad de ocho títulos, pero los mismos no son considerados de manera oficial.
Durante el profesionalismo, es decir, a partir del año 1921 al presente, una vez creada la Liga Mendocina de Fútbol, la Lepra se convirtió en el equipo más ganador de la misma, con un total de veinticinco títulos logrados a la fecha, siendo sus temporadas conquistadas las de 1924, 1925, 1926, 1927, 1928, 1929, 1932, 1935, 1936, 1938, 1940, 1945, 1960, 1961, 1962, 1965, 1967, 1970, 1972, 1976, 1978, 1992-93, 1993-94, 2007 (formativa) y 2010.

### Torneo Regional
En el Torneo Regional, tres veces participó y ganó Independiente para clasificar a los Campeonatos Nacionales:
- 1968: en la primera etapa enfrentó a Tiro y Gimnasia de Neuquén y lo eliminó por un global de 8:0. En la segunda etapa (fase final) enfrentó a San Martín de San Juan y lo derrotó por un global de 4:2, por lo que clasificó y obtuvo su llave.[9]
- 1980: integró el «Grupo 3» y terminó 1.° de 6 equipos en total y en zona de clasificación a la tercera fase donde enfrentó a Andino de La Rioja y ganó por un global de 4:0 para clasificar a la cuarta y última fase donde se midió ante Cipolletti y lo derrotó por un global de 3:1, por lo que clasificó y fue uno de los que ganó el torneo.[10]
- 1982: integró nuevamente el «Grupo 3» y en su primera fase de play-off enfrentó a Unión de Villa Krause y lo venció por un global de 4:3, accediendo a la segunda fase donde le tocó enfrentar a Huracán de San Rafael con el que empató 3:3 en el global pero clasificó por prevalecer la Liga Mendocina, a la cual pertenece, por sobre la Liga Sanrafaelina dentro de Mendoza. En la tercera fase (final) se midió ante Estudiantes de San Luis y lo venció por un global de 3:1 para ganar su zonal y clasificar.[11]

### Campeonatos nacionales
Del Campeonato Nacional, seis fueron las veces en que Independiente Rivadavia participó en ellos, formando parte de los mismos en los años:
- 1968: terminó 13.° de 16 equipos en total, producto de 1 victoria, 7 empates, 7 derrotas, 8 goles a favor y 25 en contra.[12]
- 1973: finalizó 10.° de 15 equipos en total, producto de 5 victorias, 3 empates, 7 derrotas, 21 goles a favor y 27 en contra.[13]
- 1977: integró la «Zona A» y finalizó 3.° de 8 equipos en total, producto de 6 victorias, 5 empates, 3 derrotas, 24 goles a favor y 20 en contra.[14]
- 1979: integró la «Zona C» y terminó 6.° de 7 equipos en total, producto de 3 victorias, 5 empates, 6 derrotas, 13 goles a favor y 20 en contra.[15]
- 1980: integró la «Zona D» y finalizó 7.° de 7 equipos en total, producto de 0 victorias, 5 empates, 9 derrotas, 8 goles a favor y 31 en contra.[16]
- 1982: integró la «Zona A» y terminó 2.° de 8 equipos en total y en zona de clasificación, producto de 8 victorias, 4 empates, 4 derrotas, 28 goles a favor y 30 en contra. En cuartos de final enfrentó a Ferro Carril Oeste (campeón de ese año) siendo derrotado por un global de 1:0 y convirtiéndose en el club mendocino que más lejos llegó en este torneo.[17]

### Torneo del Interior
Su primera participación en el Torneo del Interior fue en la temporada 1992-93 donde el Azul integró la «Zona Cuyo» logrando pasar la primera fase pero no la segunda. Le tocó enfrentar a rivales como Argentino de General Alvear, Desamparados, Juventud Unida de San Luis, San Martín de Mendoza y San Martín de San Juan. También logró ser parte de la temporada 1993-94 donde arrancó su participación en la segunda fase integrando la «Zona D» para clasificarse a la «Zona 2» de la tercera fase donde tuvo que enfrentar a Godoy Cruz, que sería el campeón en ese año, San Martín de San Juan y Trinidad de San Juan no pudiendo clasificar a la fase final. Su última temporada fue la 1994-95 donde integró el «Grupo 5» de la primera ronda de la segunda etapa clasificatoria y luego la «Zona C» de la segunda ronda de la misma etapa, donde no pudo clasificar ante rivales como Juventud Antoniana, San Martín de San Juan y Unión Santiago.

### Torneo Argentino A
Su participación en el Torneo Argentino A se produjo como consecuencia de haber terminado segundo en una clasificación de 1995 que organizó la Liga Mendocina. En la misma, debió enfrentar a su clásico rival Gimnasia y Esgrima, Huracán Las Heras y San Martín, donde este último ganó dicho minitorneo al terminar primero. La Lepra disputó las siguientes temporadas del Argentino A: 
- 1995-96: integró la «Zona Centro» de la primera fase y finalizó 2.° de 8 equipos en total y en zona de clasificación a la siguiente etapa. En la segunda fase, conformó la «Zona A» en la que volvió a salir 2.° de 8 equipos en total y en zona de clasificación. En la tercera fase, formó parte de la «Zona 1» y terminó su participación saliendo 4.° de 6 equipos en total.[22]
- 1996-97: integró la «Zona Cuyo» de la primera fase y terminó 4.° de 6 equipos en total y en zona de clasificación. En la segunda fase, fue parte del «Grupo 2» finalizando 3.° de 8 equipos en total y en zona de clasificación a la fase final, donde estuvo en el «Grupo 2» y cerca de lograr el ascenso al terminar 2.° de 5 equipos en total por debajo de San Martín de Mendoza, quien ascendió al ganar también su último partido correspondiente.[23]
- 1997-98: integró el «Grupo 2» de la primera fase y finalizó 4.° de 8 equipos en total y fuera de la zona de clasificación.[24]
- 1998-99: integró el «Grupo B» de la primera fase donde terminó 1.° de 7 equipos en total y en zona de clasificación a la fase final. En esta última, formó parte del «Grupo A» y enfrentó a rivales como la CAI, Huracán de Tres Arroyos, Huracán de San Rafael, Patronato de Paraná y Villa Mitre de Bahía Blanca, finalizando 1.° y logrando ascender por primera vez a la Primera B Nacional.[25]

Luego de su descenso y por ende retorno a la categoría, el Azul disputó cinco temporadas más de este torneo:
- 2002-03: integró la «Zona Cuyo» del Torneo Apertura y finalizó 2.° de 5 equipos en total y en zona de clasificación a los play-off donde quedó eliminado ante Douglas Haig por un global de 5:3. En el Torneo Clausura finalizó 3.° dentro la misma zona y fuera de la zona de clasificación, sin embargo por problemas del 2.°, Juventud Alianza, Independiente pasó a disputar los play-off quedando eliminado a manos de Aldosivi por un global de 4:3.[26]
- 2003-04: integró la «Zona Cuyo» del Torneo Apertura y finalizó 3.° de 5 equipos en total y fuera de la zona de clasificación. En el Torneo Clausura terminó 4.° y nuevamente fuera de la zona de clasificación, con el dato de que condenó a su clásico rival, Gimnasia y Esgrima, a descender de categoría.[27][28]
- 2004-05: integró la «Zona B» (Cuyo) del Torneo Apertura y terminó 5.° de 5 equipos en total y fuera de la zona de clasificación ya que el Consejo Federal le descontó 9 puntos por desmanes de su hinchada.[29] En el Torneo Clausura finalizó 4.° y fuera de la zona de clasificación, pero último en la tabla general de la «Zona B» torneo lo que lo clasificó a la fase permanencia donde enfrentó a Rosario Puerto Belgrano y lo venció por un global de 2:0, por lo que se ganó el derecho de disputar una promoción por no descender directamente. Dicho partido lo disputó ante Juventud de Pergamino, a quien venció por un global de 4:0 y logró mantener la categoría.[30]
- 2005-06: integró la «Zona A» (Sur) del Torneo Apertura y Clausura. En el primero, terminó 5.° de 12 equipos en total y en zona de clasificación a la segunda fase donde debió enfrentar en su primera etapa de play-off a Guillermo Brown con el que quedó eliminado por un global de 5:2. En el Clausura, finalizó 7.° y en zona de clasificación a la segunda fase donde enfrentó en su primera etapa de play-off a Juventud Unida de San Luis, venciendo por un global de 5:4, mientras que en la segunda etapa le tocó medirse nuevamente con Guillermo Brown y cayó derrotado por un global de 4:3.[31]
- 2006-07: integró la «Zona B» del Torneo Apertura y terminó 1.° de 8 equipos en total y en zona de clasificación a los cuartos de final donde cayó derrotado ante Juventud Antoniana en los penales por 4:2, luego de empatar en el global 4:4. En el Clausura, terminó 2.° y en zona de clasificación a los cuartos de final, con el aliciente de haber mandado nuevamente a su clásico rival al descenso que no terminó siendo por lo explicado más adelante.[32] En cuartos, enfrentó a Unión de Sunchales y venció por un global de 2:1, accediendo a las semifinales para jugar frente a Rivadavia de Lincoln con el que perdió 2:1 en el global. A raíz de un presunto arreglo de partido entre Desamparados, ganador del Apertura que buscaba no caer en promoción de descenso para disputar la final por el ascenso, y San Martín de Mendoza, fue que Juventud Unida de San Luis protestó esa situación por medio de un video-denuncia al Tribunal de Disciplina del Consejo Federal y este último resolvió una quita de nueve puntos a ambos clubes con lo que dejó al Víbora en zona de promoción por no descender e imposibilitado de jugar la final por ascender, según lo estipulaba el reglamento, e Independiente beneficiado por ser el 1.° de la tabla general de puntos del torneo, y de acuerdo al mismo, reglamentado a jugar la final por el ascenso. De esta forma, también se vio beneficiado Gimnasia y Esgrima de Mendoza al no descender directamente, y Juventud Unida de San Luis al no jugar la promoción del descenso.[33] La final de ascenso, la Lepra la jugó ante Guillermo Brown (ganador del Clausura) y le ganó por un global de 3:1 obteniendo su segundo ascenso a la Primera B Nacional.[34]

### Primera B Nacional
Su primera participación en la Primera B Nacional comenzó luego de obtener el ascenso al mismo en la temporada 1998-99. A partir de este hecho, Independiente se mantuvo por tres temporadas en la B Nacional:
- 1999-00: integró la «Zona Interior» y terminó 6.° de 16 equipos en total y en zona de clasificación al torneo reducido de play-off por el segundo ascenso donde se midió con Los Andes (que terminó ascendiendo) y perdió por un global de 2:0.
- 2000-01: integró la «Zona Interior» y terminó 13.° de 16 equipos en total y fuera de la zona de clasificación.
- 2001-02: terminó 17.° de 25 equipos en total en el Torneo Apertura. En el Clausura, integró el «Grupo C» y finalizó 7.° de 8 equipos en total y en zona de descenso, siendo descendido justamente por su comprovinciano Godoy Cruz en la fecha doce.[35][36]

Luego de su segundo ascenso y por ende retorno a la categoría, el Azul disputó dieciocho temporadas más de este torneo:
- 2007-08: terminó 12.° de 20 equipos en total y fuera de la zona de ascenso o promoción para ascender, producto de 13 victorias, 8 empates, 17 derrotas, 50 goles a favor y 51 en contra.[37]
- 2008-09: terminó 11.° de 20 equipos en total y fuera de la zona de ascenso o promoción para ascender, producto de 13 victorias, 11 empates, 14 derrotas, 46 goles a favor y 48 en contra.[38]
- 2009-10: terminó 15.° de 20 equipos en total y fuera de la zona de clasificación, producto de 12 victorias, 11 empates, 15 derrotas, 48 goles a favor y 59 en contra.[39]
- 2010-11: terminó 18.° de 20 equipos en total y en zona de promoción por no descender, producto de 9 victorias, 13 empates, 16 derrotas, 44 goles a favor y 49 en contra; debiendo jugar la promoción de descenso ante Defensores de Belgrano con el que empató 2:2 en el global y por ventaja deportiva logró mantenerse en la categoría.[40]
- 2011-12: terminó 13.° de 20 equipos en total y fuera de la zona de ascenso o promoción para ascender, producto de 11 victorias, 12 empates, 15 derrotas, 35 goles a favor y 50 en contra.[41]
- 2012-13: terminó 12.° de 20 equipos en total y fuera de la zona de ascenso, producto de 12 victorias, 12 empates, 14 derrotas, 33 goles a favor y 36 en contra.[42]
- 2013-14: terminó 11.° de 20 equipos en total y fuera de la zona de ascenso, producto de 12 victorias, 19 empates, 11 derrotas, 50 goles a favor y 51 en contra.[43]
- 2014: integró la «Zona B» y terminó 9.° de 11 equipos en total y fuera de la zona de ascenso, producto de 6 victorias, 4 empates, 10 derrotas, 16 goles a favor y 22 en contra.[44]
- 2015: terminó 15.° de 22 equipos en total y fuera de la zona de ascenso, producto de 13 victorias, 12 empates, 17 derrotas, 38 goles a favor y 46 en contra. En esta temporada la Lepra enfrentó a su clásico rival Gimnasia y Esgrima y lo venció de visitante por 3:1 y de local por 4:2.[45]
- 2016: finalizó 20.° de 22 equipos en total y fuera de la zona de ascenso, producto de 4 victorias, 8 empates, 9 derrotas, 14 goles a favor y 26 en contra.[46]
- 2016-17: terminó 4.° de 23 equipos en total y fuera de la zona de ascenso, producto de 16 victorias, 19 empates, 9 derrotas, 48 goles a favor y 44 en contra.[47]
- 2017-18: terminó 14.° de 25 equipos en total y fuera de la zona de ascenso, producto de 7 victorias, 10 empates, 7 derrotas, 20 goles a favor y 19 en contra.[48]
- 2018-19: terminó 8.° de 25 equipos en total y en zona de clasificación al torneo reducido de play-off por el segundo ascenso donde se midió con Nueva Chicago en cuartos y perdió en semifinales contra Sarmiento de Junín, producto de 9 victorias, 9 empates, 6 derrotas, 25 goles a favor y 19 en contra.[49]
- 2019-20: integró la «Zona A» y terminó 13.° de 16 equipos en total y fuera de la zona de ascenso, producto de 6 victorias, 6 empates, 9 derrotas, 26 goles a favor y 29 en contra.[50]
- 2020: integró la «Zona A» y terminó 8.° de la fase segundo ascenso, producto de 1 victoria, 1 empate, 5 derrotas, 3 goles a favor y 11 en contra.[51]
- 2021: integró la «Zona B» y terminó 3.° de 18 equipos en total y en zona de clasificación al torneo reducido de play-off por el segundo ascenso, producto de 14 victorias, 14 empates, 6 derrotas, 47 goles a favor y 39 en contra.[52]
- 2022: terminó 9.° de 37 equipos en total y en zona de clasificación al torneo reducido de play-off por el segundo ascenso, donde eliminó a Almagro en primera instancia, y luego fue eliminado por su clásico rival Gimnasia de Mendoza, producto de 15 victorias, 11 empates, 10 derrotas, 45 goles a favor y 34 en contra.[53]
- 2023: integró la «Zona B» y terminó 1.° de 18 equipos en total y logró el ascenso a la Primera División de Argentina por primera vez, después de ganarle a Almirante Brown en la final, producto de 20 victorias, 8 empates, 6 derrotas, 51 goles a favor y 33 en contra.[54]

### Primera División de Argentina
- 2024: Participó en la Liga Profesional de primera división durante toda la temporada. La campaña cerró con un récord global de 10 victorias, 8 empates y 9 derrotas, sumando 38 puntos.[55] Terminó en el puesto 11.º en la tabla general de Primera División.
- 2025: El equipo acumuló un récord de 7 victorias, 6 empates y 3 derrotas, totalizando 27 puntos. Terminó el torneo apertura en el 10.º puesto en la tabla de la Liga no pudiendo clasificar a la ronda de play-offs.[56] En la Copa Argentina se clasificó a los «Octavos de final», por primera vez en su historia.[57]

## Presidentes
A lo largo de sus 112 años de historia, Independiente Rivadavia ha tenido distintos presidentes que tuvieron la responsabilidad de conducir los destinos institucionales del mismo. Ellos fueron:
- 1902-1912:  Luis Burotto[n. 2]
- 1913:  Pedro Castro
- 1914-1917:  Juan Minetto Del Bono
- 1918:  Manuel E. Rodríguez
- 1919-1922:  Bautista Gargantini
- 1923:  Humberto Giol
- 1924-1925:  Bautista Gargantini
- 1924-1925:  Carlos Nudo
- 1929:  Bautista Gargantini
- 1930:  Humberto Giol
- 1931-1934:  Julio E. Ducombs
- 1935:  Humberto Giol
- 1936:  Bautista Gargantini
- 1937:  César A. Eguzquiza
- 1938:  Edmundo G. Romero
- 1939:  Humberto Giol
- 1940-1941:  Antonio Regidor
- 1942:  Hilario Velazco Quiroga
- 1943:  Humberto Giol
- 1944:  Bautista Gargantini
- 1945:  Luis Marsano
- 1946:  Antonio Andaluz
- 1947:  Juan F. Molteno
- 1948:  Antonio Andaluz
- 1949:  Luis Selem B.
- 1950-1952:  José Trípoli
- 1953-1954:  Aníbal Maure
- 1955-1956:  Florencio Bauzá
- 1957-1962:  Salvador Iúdica
- 1963-1964:  Enrique Nanclares
- 1965-1968:  Salvador Iúdica
- 1969-1976:  Walter Bragagnini
- 1977-1978:  Jorge E. Nanclares
- 1978-1980:  Luis Jorge Dávila
- 1981-1984:  Enrique Nanclares
- 1985:  José Amaro
- 1986:  Armando Lazzi
- 1987-1992:  Roberto Gutiérrez
- 1993:  Rodolfo Taboada
- 1994-2001:  Ricardo Lilloy
- 2002-2004:  Luis Musso
- 2005-2013:  Daniel Vila
- 2013-2014:  Domingo Marzari
- 2015-2016:  Dardo Agost[59]
- 2016-2017:  Agustín Vila[60]
- 2017-2018:  Fernando Colucci[61]
- 2018-2020:  Ignacio Berrios[62]
- 2020:  Alejandro Balderrama[63]
- 2020-2022:  Carlos Castro[64]
- 2023-Actual:  Daniel Vila

## Uniforme
- Uniforme titular: Camiseta lisa azul noche, pantaloneta lisa azul noche y medias lisas azul noche.
- Uniforme alternativo: Camiseta blanca con bordes de cuello y mangas azules y detalles laterales azules, pantaloneta lisa blanca y medias lisas blancas.

### Origen
En 1902, la camiseta del por entonces «Club Atlético Belgrano» era de color verde musgo. En 1913, ya con el nombre de «Club Atlético Independiente» al verde se le agregó el color blanco y rojo a bastones verticales con dichos colores intercalados, mangas blancas con bordes rojos, por lo que pasó a ser un uniforme tricolor. En 1919, después de la fusión entre este último y el «Club Sportivo Rivadavia» la camiseta pasó a ser de color azul oscuro debido a que Bautista Gargantini (hijo), en honor a la ascendencia italiana de su padre y también a la selección de Italia, lo decidió así.
En 2013, durante el centenario del club y por gestiones del mismo con la firma Kappa, esta fabricó novecientas noventa y cuatro camisetas, siendo una edición limitada, a bastones verticales blancos, rojos y verdes como conmemoración al uniforme usado por la institución en sus primeros años de vida. También pasó a ser el tercer uniforme para la temporada regular de ese año.

### Evolución del uniforme
- Titulares

| 1902-12 | 1913-18 | 1920-92 | 1993-94 | 1995-96 | 1996-99 | 1999 | 1999-2000 |

| 2000-01 | 2001 | 2001-02 | 2002-03 | 2003-04 | 2004-05 | 2005-06 | 2006-07 |

| 2008 | 2008-09 | 2009-10 | 2010-11 | 2011-12 | 2012-13 | 2013-14 | 2015 |

| 2015-16 | 2016-17 | 2017-18 | 2018-19 | 2019-20 | 2021-22 | 2022 | 2023 |

| 2024 | 2025 |

- Alternativas

| 2009-10 | 2009-10 | 2010-11 | 2011-12 | 2012-13 | 2012-13 | 2013-14 | 2013-14 |

| 2015 | 2015 | 2015-16 | 2016-17 | 2016-17 | 2017-18 | 2018-19 | 2019-20 |

| 2019-20 | 2021-22 | 2021-22 | 2022 | 2022 | 2023 | 2023 | 2024 |

| 2025 |

### Indumentaria y patrocinador
| Período     | Proveedor          |
| ----------- | ------------------ |
| 1980-1982   | Adidas             |
| 1983-1985   | Sportlandia        |
| 1986-1992   | Guerreiro Deportes |
| 1993-1996   | Topper             |
| 1996-1999   | Adidas             |
| 1999        | Levalier           |
| 1999-2000   | Kappa              |
| 2000-2001   | Olan               |
| 2001        | Mebal              |
| 2001-2002   | Dana               |
| 2002-2003   | Acrom              |
| 2003-2004   | Reusch             |
| 2004-2006   | Sport 2000         |
| 2006-2007   | Kappa              |
| 2008        | Puma               |
| 2008-2015   | Kappa              |
| 2015-2016   | Culmen             |
| 2016-2019   | Sport Lyon         |
| 2019-2022   | Mitre              |
| 2022-2023   | Il Ossso Sports    |
| 2024-Actual | Sport Lyon         |

| Período     | Proveedor          |
| ----------- | ------------------ |
| 1980-1982   | Adidas             |
| 1983-1985   | Sportlandia        |
| 1986-1992   | Guerreiro Deportes |
| 1993-1996   | Topper             |
| 1996-1999   | Adidas             |
| 1999        | Levalier           |
| 1999-2000   | Kappa              |
| 2000-2001   | Olan               |
| 2001        | Mebal              |
| 2001-2002   | Dana               |
| 2002-2003   | Acrom              |
| 2003-2004   | Reusch             |
| 2004-2006   | Sport 2000         |
| 2006-2007   | Kappa              |
| 2008        | Puma               |
| 2008-2015   | Kappa              |
| 2015-2016   | Culmen             |
| 2016-2019   | Sport Lyon         |
| 2019-2022   | Mitre              |
| 2022-2023   | Il Ossso Sports    |
| 2024-Actual | Sport Lyon         |

| Período   | Patrocinador                                       |
| --------- | -------------------------------------------------- |
| 1983-1984 | Cerutti Deportes                                   |
| 1985-1988 | Guerreiro Deportes                                 |
| 1989-1990 | Xerox                                              |
| 1991      | Yastá                                              |
| 1992      | Farmacia Del Águila                                |
| 1993-1996 | Aconcagua Televisión                               |
| 1996-1997 | Centromed                                          |
| 1997-2002 | Diario Uno                                         |
| 2002-2003 | Farmacias Mitre                                    |
| 2003-2004 | Diario Uno                                         |
| 2004-2005 | Ibutenk Telekino                                   |
| 2005-2013 | Diario Uno                                         |
| 2013      | Andesmar                                           |
| 2014-2016 | Andesmar Gobierno de Mendoza                       |
| 2016      | Supercanal Andesmar Secco                          |
| 2017      | Supercanal Cata Secco                              |
| 2018-2019 | Boreal Medimás Montemar Secco                      |
| 2019      | BQB Seguros Gobierno de Mendoza                    |
| 2019-2020 | Gobierno de Mendoza Medimás Montemar               |
| 2020-2021 | Nuovobus                                           |
| 2021-2022 | Secco Medimás Gobierno de Mendoza Stefano Cannella |
| 2022      | Diario Uno Gobierno de Mendoza                     |
| 2023-     | Banco Macro                                        |

| Período   | Patrocinador                                       |
| --------- | -------------------------------------------------- |
| 1983-1984 | Cerutti Deportes                                   |
| 1985-1988 | Guerreiro Deportes                                 |
| 1989-1990 | Xerox                                              |
| 1991      | Yastá                                              |
| 1992      | Farmacia Del Águila                                |
| 1993-1996 | Aconcagua Televisión                               |
| 1996-1997 | Centromed                                          |
| 1997-2002 | Diario Uno                                         |
| 2002-2003 | Farmacias Mitre                                    |
| 2003-2004 | Diario Uno                                         |
| 2004-2005 | Ibutenk Telekino                                   |
| 2005-2013 | Diario Uno                                         |
| 2013      | Andesmar                                           |
| 2014-2016 | Andesmar Gobierno de Mendoza                       |
| 2016      | Supercanal Andesmar Secco                          |
| 2017      | Supercanal Cata Secco                              |
| 2018-2019 | Boreal Medimás Montemar Secco                      |
| 2019      | BQB Seguros Gobierno de Mendoza                    |
| 2019-2020 | Gobierno de Mendoza Medimás Montemar               |
| 2020-2021 | Nuovobus                                           |
| 2021-2022 | Secco Medimás Gobierno de Mendoza Stefano Cannella |
| 2022      | Diario Uno Gobierno de Mendoza                     |
| 2023-     | Banco Macro                                        |

## Estadio

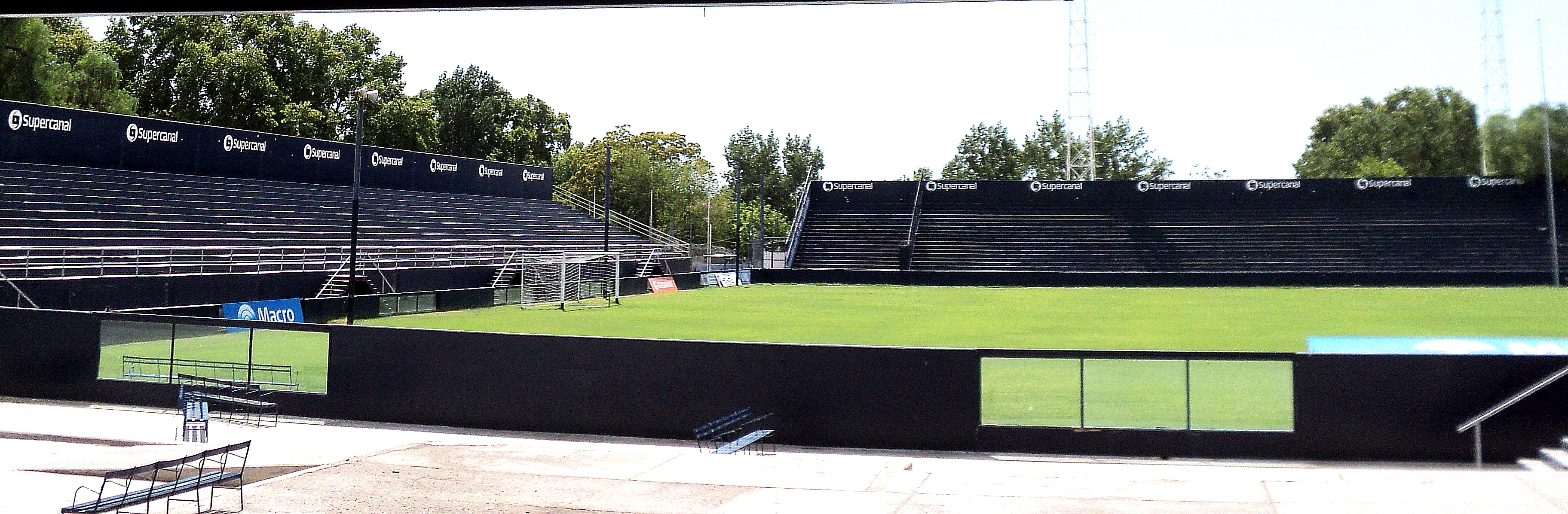
Panorámica parcial del Estadio en 2010.

El club es propietario del estadio Bautista Gargantini, apodado la Catedral del Parque, un recinto de fútbol ubicado en el parque General San Martín de la ciudad capital de la provincia de Mendoza. Tiene una capacidad aproximada para albergar a 24 000 espectadores.
Es el segundo estadio más grande de la provincia, después del provincial Malvinas Argentinas.
Fue inaugurado el 5 de abril de 1925, con el dato de haber presentado la primera tribuna de cemento de toda Argentina. Para el partido inaugural, se dispuso un amistoso entre Independiente y Peñarol, deMontevideo, que ganó 2:0 ante poco más de 10 000 personas.
Lleva el nombre del presidente que lo construyó y posteriormente agrandó, es decir, Bautista Gargantini y que además presidió a la institución mayor cantidad de veces, con un total de cinco mandatos.
A lo largo de los años, el estadio sufrió modificaciones como construcciones y ampliaciones de tribunas como así también de palcos VIP. En 2011, bajo la presidencia de Daniel Vila, se construyó la tribuna popular norte con una capacidad aproximada de 4000 espectadores. Dicha tribuna, lleva el nombre de «Alfredo Luis Vila», en homenaje a su memoria y reconocimiento a la contribución que hizo al fútbol de Mendoza, y en especial al club.

### La Posada Azul
«La Posada Azul» es el nombre con el que se conoce al hotel del «Club Sportivo Independiente Rivadavia». El mismo se encuentra ubicado debajo de la tribuna sur y tiene una capacidad aproximada para 30 personas. Es utilizado en las concentraciones del plantel profesional previo a los partidos de local. La sala de estar sirve también para las conferencias de prensa del club.

## Afición

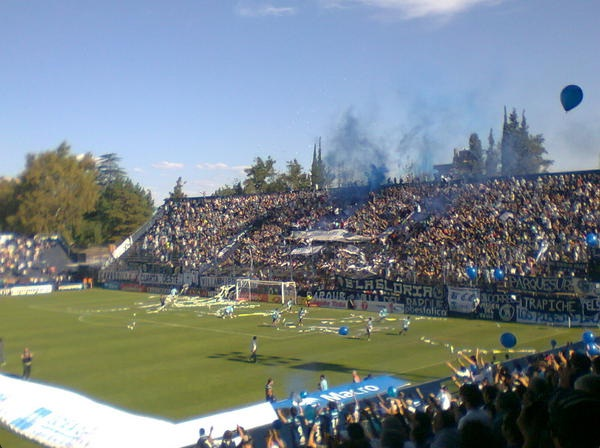
«Los Caudillos del Parque», barra de Independiente en 2013.

La hinchada de Independiente Rivadavia es conocida de tres formas:
- Azules: como motivo de los colores del escudo y la camiseta titular que representan a la institución.[65]
- Caudillos del Parque: como motivo de hacer valer su condición de líder o mandamás tanto en la provincia como en el Parque General San Martín por ser una afición seguidora y numerosa.[cita requerida]
- Leprosos: le fue impuesto por los demás clubes a modo despectivo, ya que el club a mediados del siglo veinte organizó un evento artístico a beneficio de personas enfermas de lepra en sus instalaciones colocando afiches publicitarios con la palabra «LEPRA» en grande con motivo de informar sobre el acontecimiento benéfico.[65]

### Popularidad en Mendoza
La hinchada de Independiente Rivadavia logró ser, desde la fundación del club, una de las más populares de la provincia y de Cuyo, siendo superada solo por la de Godoy Cruz, en cuanto a cantidad de socios según los registros de la época.
En la década del 2010, según las encuestas de distintos medios digitales mendocinos como Diario Uno, Diario Los Andes o Diario MDZ Online por medio del voto en línea, Godoy Cruz lideró en cuanto a mayor popularidad en la provincia, mientras que Independiente se mantuvo segundo. A partir del año 2023, el Azul se convirtió en el club mendocino con más socios activos al superar los 15 mil asociados.

## Rivalidades

### Clásico mendocino

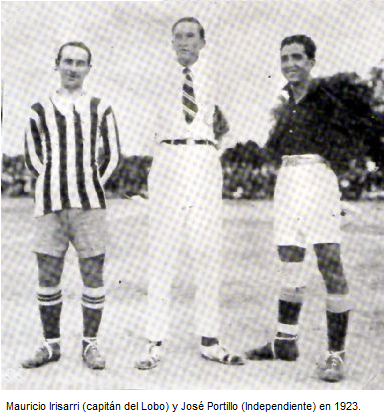
Los capitanes, M. Irisarri (del Lobo) y J. Portillo (de la Lepra) en 1923.

El «Clásico mendocino», popularmente llamado como el «Clásico de los clásicos» o el «Clásico más clásico», enfrenta a los dos equipos de fútbol más importantes de la ciudad capital de Mendoza: Gimnasia y Esgrima e Independiente Rivadavia.
La cercanía existente entre las canchas de ambos equipos en el Parque General San Martín, separadas por solo seis cuadras, y la indudable rivalidad producto de un largo historial de encuentros con atractivo popular, además de ser los dos clubes más ganadores de la Liga Mendocina de Fútbol, convirtieron al duelo entre Gimnasia e Independiente en el «Clásico mendocino» de la provincia cuyana.
La Lepra y el Lobo han logrado jugar en la Primera División de Argentina, participando del antiguo Campeonato Nacional. Gimnasia lo hizo en 1970, 1971, 1972, 1975, 1978, 1981, 1982, 1983 y 1984, mientras que Independiente tomó parte en 1968, 1973, 1977, 1979, 1980 y 1982.
A nivel provincial la Lepra cosecha 25 títulos (33 títulos si se consideran los 8 ganados en el amateurismo, es decir, antes de ser creada la Liga Mendocina) y el Lobo cuenta con 20 campeonatos ganados en todo el historial.
Por Liga Mendocina, Gimnasia y Esgrima tiene cuatro partidos de ventaja por sobre Independiente Rivadavia, pero sumando los cotejos por competencias nacionales el historial es favorable a la Lepra. El primer equipo que le ganó a su rival fue Independiente por 2:0 en el año 1914 durante el amateurismo, pero si se considera el profesionalismo a partir de la creación de la Liga Mendocina en 1921, Gimnasia fue el primero en ganar por igual marcador. La victoria más abultada de Independiente Rivadavia por sobre el Lobo fue 6:0 (en 1928) y la mayor goleada de Gimnasia y Esgrima a la Lepra fue 2:7 (en 2006).
Independiente Rivadavia tiene mayor ventaja en torneos de AFA, con 12 victorias, 4 empates y 3 derrotas. El primer encuentro que disputaron a nivel nacional fue por el Nacional de 1982 empatando ambos elencos 2:2. Por el Torneo Argentino A, en la temporada 2003-04 y 2006-07, Gimnasia no pudo ganar ningún clásico, con el dato de que Independiente lo condenó al Lobo a bajar de categoría. Se jugaron 8 partidos en total, Independiente Rivadavia ganó 7 y empataron el partido restante. Por la Primera B Nacional, jugaron 5 encuentros donde la Lepra ganó 2 y el Lobo ganó 3 partidos.
Otras rivalidades locales del Azul son (en orden alfabético) Godoy Cruz, Huracán Las Heras y San Martín, mientras que en el orden interprovincial son Desamparados y San Martín de San Juan.

### Derbi Godoy Cruz - Independiente Rivadavia
En la actualidad, y con el constante crecimiento popular de las hinchadas de Godoy Cruz e Independiente Rivadavia, el duelo entre ambos se ha tornado un nuevo clásico regional. A nivel nacional, es decir, en torneos de AFA, se han enfrentado 13 veces (2 veces en Primera División, 9 veces en la Primera B Nacional y 2 en el antiguo Torneo del Interior). El primer enfrentamiento fue en 1994 con victoria del Tomba por 3:0. En total el Expreso ha ganado 6 partidos, empataron en 6 oportunidades y el Azul cuenta con 1 victoria. A nivel provincial, es decir, por Liga Mendocina de Fútbol se han enfrentado en 220 ocasiones, con 100 victorias leprosas, 55 empates y 65 victorias tombinas.

## Datos del club
- Puesto histórico: 52.°
- Temporadas en Primera División: 2 (2024-presente).
  - Participaciones en el Campeonato Nacional: 6 (1968, 1973, 1977, 1979-80 y 1982).
- Temporadas en Segunda División: 21 (1999-00 – 2001-02; 2007-08 – 2023).
- Temporadas en Tercera División: 12 (1992-93 – 1998-99; 2002-03 – 2006-07).
- Mayores goleadas conseguidas:
  - En campeonatos nacionales: 4:0 a All Boys (en 1979).[84]
  - En B Nacional: 7-0 a Belgrano (en 2007-08).[84]
- Mayores goleadas recibidas:
  - En campeonatos nacionales: 8:0 de Newell's Old Boys (en 1982).[84]
  - En el Torneo del Interior: 10:1 de Juventud Antoniana (en 1994-95).[85]
  - En B Nacional: 7-1 de Quilmes (en 2012).[85]
- Mejor puesto en la liga: Cuartos de final (en 1982).[17]
- Peor puesto en la liga: 7.° en la «Zona D» (en 1980).[16]
- Máximo goleador: Claudio Del Bosco y Carlos Paratore (31).[86]
- Más partidos disputados: Gabriel Solís (149).[86]
- Mayor cantidad de encuentros dirigidos: Roberto Trotta (58).[87]
- Ascensos/descensos:

 1995: ascenso al Torneo Argentino A (4 temporadas).
 1998-99: ascenso a la Primera B Nacional (3 temporadas).
 2001-02: descenso al Torneo Argentino A (5 temporadas).
 2006-07: ascenso a la Primera B Nacional (18 temporadas).
 2023: ascenso a Primera División (2 temporadas).
- Gráfica cronológica de participaciones:

## Jugadores

### Jugadores destacados
- Hugo Cirilo Mémoli
- Trinche Carlovich
- Claudio Del Bosco
- Carlos Paratore
- Daniel Cordone
- Jorge Vivaldo
- Adrián Aranda
- Luis Tonelotto
- Gabriel Solís
- Ariel Ortega
- Cristian Fabbiani
- Alex Arce
- Matías Reali
- Francisco Petrasso
- Franco Romero
- Mauro Maidana
- Juan Manuel Elordi
- Ezequiel Ham
- Sebastián Villa

### Plantel y cuerpo técnico 2025
- Nota: Los equipos argentinos están limitados por la AFA a tener en su plantel de primera división hasta seis futbolistas extranjeros, aunque solo cinco firmando planilla por partido.

### Altas y bajas 2025
| Altas verano          | Altas verano   | Altas verano            | Altas verano     | Altas verano |
| Jugador               | Posición       | Procedencia             | Tipo             | Costo        |
| --------------------- | -------------- | ----------------------- | ---------------- | ------------ |
| Agustín Lastra        | Guardameta     | Boca Juniors            | Préstamo (sigue) | -            |
| Alejo Osella          | Defensa        | Deportivo Armenio       | Préstamo         | -            |
| Leonard Costa         | Defensa        | Boston River            | Traspaso (70%)   | -            |
| Matías Valenti        | Defensa        | General Caballero       | Libre            | -            |
| Mauro Peinipil        | Defensa        | Deportivo Madryn        | Préstamo         | -            |
| Pedro Souto           | Defensa        | Temperley               | Préstamo         | -            |
| Santiago Flores       | Defensa        | Estudiantes de La Plata | Préstamo         | -            |
| Thomas Ortega         | Defensa        | Tristán Suárez          | Libre            | -            |
| Fabricio Amato        | Centrocampista | Estudiantes de La Plata | Préstamo         | -            |
| Franco Amarfil        | Centrocampista | Nueva Chicago           | Préstamo         | -            |
| Laureano Rodríguez    | Centrocampista | Almagro                 | Libre            | -            |
| Matías Fernández      | Centrocampista | Excursionistas          | Libre            | -            |
| Mateo Schwartz        | Centrocampista | Estudiantes de La Plata | Préstamo         | -            |
| Tomás Bottari         | Centrocampista | Nueva Chicago           | Libre            | -            |
| Juan Ignacio Barbieri | Delantero      | Deportivo Armenio       | Libre            | -            |
| Maximiliano Juambeltz | Delantero      | Fénix                   | Libre            | -            |
| Nicolás Retamar       | Delantero      | Ferro Carril Oeste      | Préstamo         | -            |

| Altas invierno     | Altas invierno | Altas invierno      | Altas invierno  | Altas invierno |
| Jugador            | Posición       | Procedencia         | Tipo            | Costo          |
| ------------------ | -------------- | ------------------- | --------------- | -------------- |
| Ezequiel Bonifacio | Defensa        | Banfield            | Libre           | -              |
| Sheyko Studer      | Defensa        | Talleres de Córdoba | Traspaso (50%)  | 444 000 €      |
| Leonel Bucca       | Centrocampista | Estrela da Amadora  | Libre           | -              |
| Tomás Muro         | Centrocampista | FC Oremburgo        | Traspaso (50%)  | 500 000 €      |
| Álex Arce          | Delantero      | Liga de Quito       | Traspaso (80%)  | 2 550 000 €    |
| Iván Valdez        | Delantero      | Sportivo Ameliano   | Fin de préstamo | -              |
| Matías Bergara     | Delantero      | Racing Club         | Préstamo        | -              |
| Santiago Muñoz     | Delantero      | Atlético Huila      | Libre           | -              |

| Bajas verano       | Bajas verano   | Bajas verano              | Bajas verano          | Bajas verano |
| Jugador            | Posición       | Destino                   | Tipo                  | Costo        |
| ------------------ | -------------- | ------------------------- | --------------------- | ------------ |
| Bruno Bianchi      | Defensa        | Atlético Tucumán          | Fin de préstamo       | -            |
| Esteban Burgos     | Defensa        | San Martín de San Juan    | Rescisión de contrato | -            |
| Federico Milo      | Defensa        | Temperley                 | Rescisión de contrato | -            |
| Imanol Segovia     | Defensa        | Racing Club               | Fin de préstamo       | -            |
| Matías Ruiz Díaz   | Defensa        | Estudiantes de Río Cuarto | Rescisión de contrato | -            |
| Nahuel Gallardo    | Defensa        | Delfín S.C.               | Rescisión de contrato | -            |
| Tobías Ostchega    | Defensa        | Belgrano de Córdoba       | Fin de préstamo       | -            |
| Agustín Mulet      | Centrocampista | Sin equipo                | Rescisión de contrato | -            |
| Antonio Napolitano | Centrocampista | Chacarita Juniors         | Rescisión de contrato | -            |
| Ezequiel Ham       | Centrocampista | Unión de Santa Fe         | Fin de contrato       | -            |
| Franco Romero      | Centrocampista | Defensa y Justicia        | Fin de préstamo       | -            |
| Gonzalo Ríos       | Centrocampista | Banfield                  | Préstamo              | -            |
| Juan Cavallaro     | Centrocampista | San Martín de San Juan    | Fin de contrato       | -            |
| Julián Ascacíbar   | Centrocampista | Estudiantes de La Plata   | Fin de préstamo       | -            |
| Lautaro Ríos       | Centrocampista | Banfield                  | Fin de préstamo       | -            |
| Federico Castro    | Delantero      | Patronato                 | Rescisión de contrato | -            |
| Fredy Vera         | Delantero      | Sportivo Ameliano         | Rescisión de contrato | -            |
| Gonzalo Álvez      | Delantero      | Talleres de Córdoba       | Fin de préstamo       |              |
| Jorge Sanguina     | Delantero      | Colón                     | Traspaso (50%)        | 290 000 €    |
| Mauricio Asenjo    | Delantero      | Los Andes                 | Rescisión de contrato | -            |

| Bajas invierno        | Bajas invierno | Bajas invierno      | Bajas invierno        | Bajas invierno |
| Jugador               | Posición       | Destino             | Tipo                  | Costo          |
| --------------------- | -------------- | ------------------- | --------------------- | -------------- |
| Luis Sequeira         | Centrocampista | Talleres de Córdoba | Rescisión de préstamo | -              |
| Fernando Romero       | Delantero      | Sportivo Trinidense | Rescisión de contrato | -              |
| Iván Valdez           | Delantero      | Club Nacional       | Préstamo              | -              |
| Maximiliano Juambeltz | Delantero      | Deportivo Macará    | Rescisión de contrato | -              |

## Entrenadores
Los entrenadores de Independiente Rivadavia desde los años dos mil al presente fueron:

## Otras secciones

### Videojuegos
Estas son las ediciones de videojuegos en la que Independiente Rivadavia ha aparecido:[cita requerida]
| - EA Sports - EA Sports FC 24 | - Konami - eFootball 2024 (como Rivadavia A) |

## Palmarés

### Torneos nacionales oficiales
| Competiciones nacionales          | Títulos                  | Subcampeonatos |
| --------------------------------- | ------------------------ | -------------- |
| Segunda División de Argentina (4) | 1968, 1980, 1982 y 2023. |                |
| Tercera División de Argentina (2) | 1998-99 y 2006-07.       |                |

### Torneos nacionales amistosos
| Competiciones nacionales      | Títulos | Subcampeonatos |
| ----------------------------- | ------- | -------------- |
| Copa Hermandad (0/1)          |         | 1977.          |
| Copa Desafío de Campeones (1) | 2024.   |                |

### Torneos internacionales amistosos
| Competiciones internacionales             | Títulos               | Subcampeonatos |
| ----------------------------------------- | --------------------- | -------------- |
| Copa Internacional de la Paz (1)          | 1962.[cita requerida] |                |
| Cuadrangular Internacional de Mendoza (1) | 1964.                 |                |

### Torneos regionales oficiales
| Competiciones regionales             | Títulos | Subcampeonatos                                                                                               |
| ------------------------------------ | --- | --- |
| Federación Mendocina de Football (4) | 1913, 1914, 1915 y 1916. | |
| Unión Mendocina de Football (4)      | 1917, 1918, 1919 y 1920. | |
| Copa Competencia 1917-1921 (4)       | 1917, 1918, 1919 y 1920. | |
| Primera A de Liga Mendocina (25/18)  | 1924, 1925, 1926, 1927, 1928, 1929, 1932, 1935, 1936, 1938, 1940, 1945, 1960, 1961, 1962, 1965, 1967, 1970, 1972, 1976, 1978, 1992-93, 1993-94, 2007 (formativa) y 2010. | 1922, 1923, 1930, 1939, 1944, 1946, 1959, 1969, 1971, 1975, 1977, 1979, 1980, 1981, 1986, 1989, 1992 y 2008. |
| Copa Competencia (5/1)               | 1924, 1925, 1926, 1929 y 1932. | 1933. |
| Primera B de Liga Mendocina (1)      | 1998. | |

### Torneos regionales amistosos
| Competiciones regionales                 | Títulos                  | Subcampeonatos |
| ---------------------------------------- | ------------------------ | -------------- |
| Copa La Palabra (1)                      | 1926.                    |                |
| Campeonato de Honor (0/1)                |                          | 1936.          |
| Torneo Preparación (0/1)                 |                          | 1950.          |
| Triangular Nocturno Mendoza/San Juan (1) | 1952.                    |                |
| Torneo Vendimia (4)                      | 1967, 1971, 1974 y 1975. |                |
| Campeonato Provincial (1)                | 1975.                    |                |
| Copa Grupo América (1)                   | 2016.                    |                |
| Copa de la Paz (1)                       | 2017.                    |                |
| Copa Mendoza (1)                         | 2018.                    |                |